# Tosse
 Tosse  (en occitano Tòssa) es una población y comuna francesa, situada en la región de Aquitania, departamento de Landas, en el distrito de Dax y cantón de Soustons.

## Demografía
| 996 | 1027 | 1163 | 1280 | 1307 | 1679 |
| Para los censos de 1962 a 1999 la población legal corresponde a la población sin duplicidades (Fuente: INSEE [Consultar]) |      |      |      |      |      |